# جیمز گلین
جیمز گلین (انگلیسی: James Glynn; ۱ ژانویهٔ ۱۸۰۰ – ۱ ژانویهٔ ۱۸۷۱) نیروی دریایی ایالات متحده آمریکا بود. افسری که در سال ۱۸۴۸ با اولین آمریکایی که در دوره «کشور بسته (ساکوکو» با موفقیت با ژاپنی‌ها مذاکره کرد، خود را متمایز کرد.